# Н’Диай, Папа Вайго
Папа́ Вайго́ Н’Диа́й (фр. Papa Waigo N'Diaye; 20 января 1984, Сен-Луи, Сенегал) — сенегальский футболист, вингер клуба «Аль-Раед».

## Карьера

### Клубная
Начал карьеру в клубе «Верона» 3 июня 2002 года. В 2005 году перешёл в «Чезену». После удачного сезона 2006/07, когда он стал лучшим голеадором-неитальянцем в Серии B, его подписала «Дженоа». Его дебют в Серии A состоялся 26 августа 2007 года, когда «Дженоа» проиграла «Милану» со счётом 0:3.
Был отдан в аренду «Лечче», «Саугептон» и итальянскому «Гроссето». В итоге за клубы в аренде он сыграл 51 матч, забил 7 голов и отдал 26 голевых передач.
19 января 2008 года Папа Вего перешёл в «Фиорентину» в обмен на бельгийского защитника Энтони Ванден Борре, «Дженоа» и «Фиорентина» стали совладельцами обоих игроков.
Выступления в «Фиорентине» он начал с двух голов в первых трёх играх, включая победу над «Ювентусом» 2 марта со счётом 3:2.

### В сборной
Является игроком национальной сборной Сенегала по футболу. Принимал участие в Кубке африканских наций 2008 года в Гане.